# Skrybonia (żona Oktawiana Augusta)
Skrybonia (łac. Scribonia), (zm. 16 n.e.) – córka Lucjusza Skryboniusza Libona pretora w 80 p.n.e. i Sentii, siostra Lucjusza Skryboniusza Libona konsula w 34 p.n.e.

## Życiorys
Była drugą żoną przyszłego cesarza Oktawiana Augusta. Małżeństwo zostało zawarte ze względów politycznych; krótkotrwała ugoda z Sekstusem Pompejuszem, który był zięciem brata Skrybonii – Lucjusza (mężem jego jedynej córki - również Skrybonii). Zawierając małżeństwo z Oktawianem w 40 p.n.e. Skrybonia miała za sobą dwa małżeństwa, a z nich troje dzieci. Ich małżeństwo przetrwało zaledwie rok. W tym czasie Oktawian zainteresował się Liwią. Rozwód ze Skrybonią Oktawian przeprowadził podobno w dniu narodzin córki Julii, jak się później okazało jedynego jego dziecka. Po rozwodzie Skrybonia żyła nadal w Rzymie. Po latach Skrybonia towarzyszyła dobrowolnie córce Julii na wygnaniu od 2 r. n.e. do jej śmierci w 14 n.e.
Małżeństwa i dzieci:
- 1. Gnejusz Korneliusz Lentulus Marcelinus (konsul 56 p.n.e.)
  -  ? Korneliusz Lentulus
- 2. Publiusz Korneliusz Scypion Pomponianus Salvitto (konsul zastępczy 35 p.n.e.)
  - Publiusz Korneliusz Scypion (konsul 16 p.n.e.)
  - Kornelia (żona Paulusa Emiliusza Lepidusa)
- 3. Oktawian August od 40 p.n.e. do rozwodu w 39 p.n.e.
  - Julia